# Autophila anaphanes
Autophila anaphanes är en fjärilsart som beskrevs av Charles Boursin 1940. Autophila anaphanes ingår i släktet Autophila och familjen nattflyn. Inga underarter finns listade i Catalogue of Life.